# Фердинанд Максимилиан фон Йотинген-Балдерн
Фердинанд Максимилиан фон Йотинген-Балдерн (на немски: Ferdinand Maximilian von Oettingen-Baldern; * 25 декември 1640; † 9 май 1687 в Паркщайн) е граф на Йотинген-Балдерн (до Бопфинген) в Баден-Вюртемберг.
Той е син на граф Мартин Франц фон Йотинген-Балдерн (1611 – 1653) и съпругата му графиня Изабела Елеонора фон Хелфенщайн-Визенщайг († 1678), дъщеря на граф Рудолф III фон Хелфенщайн-Визенщайг (1585 – 1627) и графиня Елеонора фон Фюрстенберг (1585 – 1627). Той има една сестра Мария Франциска (1634 – 1686), омъжена на 12 юни 1653 г. за граф Крафт Адолф Ото фон Кронберг-Хоенгеролдсек-Фалкенщайн фрайхер фон Оберщайн (1629 – 1692.
Фердинанд Максимилиан фон Йотинген-Балдерн умира бездетен на 9 май 1687 г. на 46 години в Паркщайн, Горен Пфалц, Бавария.

## Фамилия
Фердинанд Максимилиан фон Йотинген-Балдерн се жени на 7 януари 1666 г. в Райнфелс или в Грайфенщайн за графиня Кристина Сибила фон Золмс-Браунфелс-Грайфенщайн (* 22 март 1643, Грайфенщайн; † 16 юли 1711, Динкелсбюл), дъщеря на граф Вилхелм II фон Золмс-Браунфелс-Грайфенщайн (1609 – 1676) и графиня Йоханета Сибила фон Золмс-Хоензолмс (1623 – 1651). Бракът е бездетен.